# Chaohusaurus
 (octobre 2016).
Si vous disposez d'ouvrages ou d'articles de référence ou si vous connaissez des sites web de qualité traitant du thème abordé ici, merci de compléter l'article en donnant les références utiles à sa vérifiabilité et en les liant à la section « Notes et références ».
Chaohusaurus geishanesis
Genre
Espèce
Chaohusaurus geishanesis est une espèce éteinte d'ichthyosaures primitifs qui a vécu durant le Trias inférieur (étage Olénékien) il y a environ entre 251,3 et 247,2 Ma (millions d'années).
Le premier squelette d'un spécimen de Chaohusaurus complet fut trouvé par You Hailu, de l'institut de paléontologie des vertébrés et de paléoanthropologie de Pékin.

## Description
Chaohusaurus est une forme primitive d'ichthyosaures mesurant de 50 cm à 2 m pour environ 10-45 kg. Il ne possédait pas d'aileron dorsal et la nageoire caudale n'était pas encore développée.
Il possédait également une colonne vertébrale étroite et ondulait comme une anguille, ce qui demande plus d'oxygène que le simple mouvement de queue latéral des ichtyosaures plus tardifs, qui possédaient des vertèbres rigides.
Chaohusaurus était un animal marin vivant dans les eaux peu profondes des plateaux continentaux.